# Rikuzentakata
Rikuzentakata (japanisch 陸前高田市, -shi) ist eine Stadt in der Präfektur Iwate auf Honshū, der Hauptinsel von Japan.

## Geographie

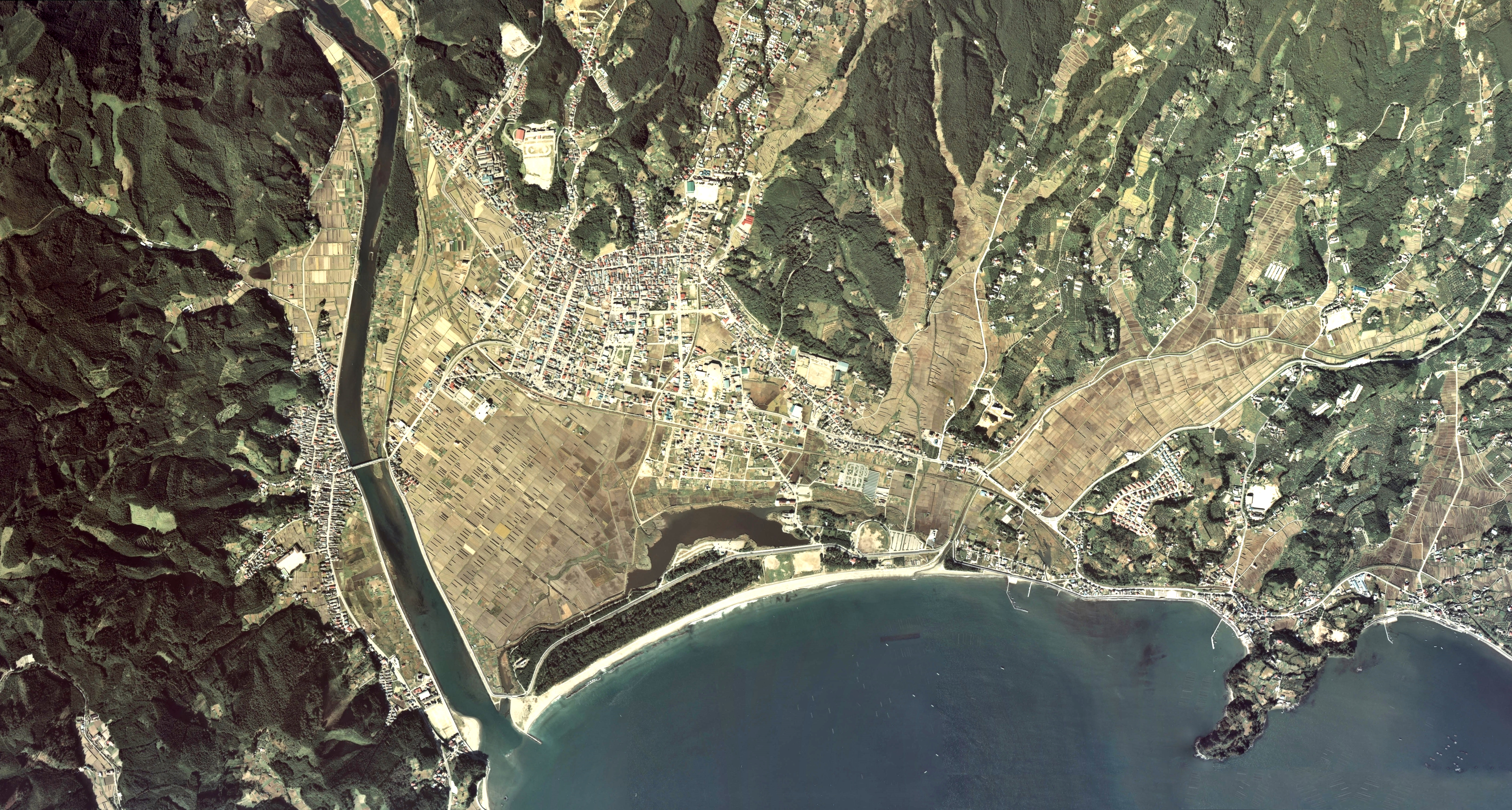
Stadtzentrum Rikuzentakata (aus 4 Luftaufnahmen von 1977 zusammengesetztes Luftbild in Farbe), erstellt vom MLIT. An der Küstenlinie sind der Küstenschutzwald Takata Matsubara und das dahinterliegenden Marschland um den See Furukawa-Numa zu sehen.

Rikuzentakata ist eine im Südosten der Ria-Küste in der Präfektur Iwate gelegene Gemeinde, die im Norden an Ōfunato und im Süden an die Präfektur Miyagi mit der Gemeinde Kesennuma grenzt. Sie liegt an der Ostküste der Tōhoku-Region am Ende einer 3 km breiten Bucht an der Mündung des Flusses Kesen.
Rikuzentakata liegt südlich von Morioka und nördlich von Sendai am Pazifischen Ozean und stellt eine für die Ria-Küste des Sanriku-Gebietes ungewöhnliche Umgebung dar. Die Geometrie ähnelt der Sendai-Ebene, doch vollzieht die Bathymetrie vor der Küste von Rikuzentakata, das zwischen der Karakuwa- und der Hirota-Halbinsel verortet ist, unvermittelte Sprünge, so dass Tsunamis verstärkt werden können.
In der jüngsten Geschichte (seit 1945) kam es zwei Mal zu signifikanten Änderungen des Küstenverlaufs von Rikuzentakata: 1960 durch den Chile-Tsunami und 2011 durch den Tōhoku-Tsunami. Nachdem der Chile-Tsunami 1960 durch den Küstenwald Takata-Matsubara landeinwärts vorgedrungen war, hatte er auf seinem Rückfluss den Takata-Matsubara-Wald zertrennt und ein Erosionsgebiet mit einer Breite von 240 m und einer maximalen Tiefe von 5 m geschaffen. Bis zum Tōhoku-Erdbeben vom 11. März 2011 lag in der Nähe der Küste der Brackwassersee Furukawa-numa (古川沼), dessen trennende Sandbank jedoch vom durch das Erdbeben ausgelösten Tsunami weggespült und der See damit Teil der Küstengewässer wurde. Dieser Küstenrückzug durch Erosion oder Subsidenz schuf auch eine Reihe von 9 Hauptinseln, die somit vom Festland getrennt wurden.

## Geschichte
Der Namensbestandteil Rikuzen verweist auf die Provinz Rikuzen, die sich während der Meiji-Zeit hier befand.
Im Jahr 1933 kam die Eisenbahn in das Berggebiet von Takata.
1955 erhielt Rikuzentakata durch Zusammenlegung der ehemaligen Städte Takata, Kesen, Hirota und Otomo sowie der Dörfer Yonesaki, Yahagi, Takekoma und Yokota den Status einer Stadt. Die Gebiete Takata und Kesen wurden zu kommerziellen und industriellen Zentren. Die Entwicklung des Takata-Gebiets fand nach den 1960er Jahren statt. Nach dem Chile-Erdbeben von 1960 vollzog das Downtown-Gebiet Takata eine rasante Entwicklung. Takatas Bevölkerungswachstum und die resultierende Ausdehnung des Downtown-Gebietes Takata spiegelte die sozialen Bedingungen der Zeit wider. Während die Gesamtbevölkerung von Rikuzentakata zwischen 1980 und 2010 um 21 % und die Bevölkerung von Kesen zwischen 1995 und 2010 um 14 % von 3.818 auf 3.287 sank, stieg die Bevölkerung im Takata-Gebiet zwischen 1950 und 2005 um 19 % von 6.461 auf 7.711 an.
Nachdem die Hauptverkehrsstraße zuvor durch die Bergregion geführt hatte, wurde im Jahr 2009 die Nationalstraße 45 als Takata-Umgehungsstraße eröffnet, die der Küstenlinie folgt. Daraufhin verlagerten sich die wirtschaftlichen und administrativen Zentren in die Küstenregion. Zum Zeitpunkt der Volkszählung im Jahr 2010 hatte die Stadt eine Bevölkerung von 23.300 Menschen, bei einer geografischen Ausdehnung von 232 km². Die Bevölkerungsdichte lag damit bei 100 Einwohnern pro km² und somit höher als in Miyako (47/km²) und Kamaishi (90/km²), zwei weiteren größeren Städten der Sanriku-Riaküste.
Wichtigster Industriebereich der Stadt ist – ähnlich wie in anderen Küstengemeinden entlang der Sanriku-Ria-Küste – die Fischerei, besonders in Kesen, Hirota, Otomo und Yonezaki. In Rikuzentakata werden Schalentiere wie Austern und Jakobsmuscheln gezüchtet. Insbesondere lebte die Bevölkerung vor dem Tōhoku-Erdbeben 2011 von der Austernzucht (40 Millionen Yen Umsatz im Jahr 2010) und vom Standort als landschaftliche Attraktion. Vor der Zerstörung durch die Naturkatastrophe vom 11. März 2011 war Rikuzentakata ein bekannter Tourismusort. Mit seinen historischen Holzhäusern und Schreinen galt es als einer der schönsten Orte Japans. Ein Großteil der Stadt stand seit mehr als einem Jahrhundert. Der Takata Matsubara-Park (高田松原) war vom japanischen Umweltministerium im Jahr 1927 zu einem „Ort landschaftlicher Schönheit“ (名勝) der Shōwa-Zeit erklärt worden. Der Takata-Strand war für seine Schönheit bekannt und zählte vor dem Tsunami von 2011 zu den berühmtesten weißen Stränden mit Kiefernwald.

## Erdbeben- und Tsunamikatastrophen
Im Laufe der letzten 150 Jahre war die Küste von Rikuzentakata mehrfach von Tsunamikatastrophen betroffen: durch den Meiji-Tsunami 1896, den Shōwa-Tsunami 1933, den Chile-Tsunami 1960 und den Tōhoku-Tsunami 2011.
| Katastrophenereignis | Völlig zerstörte Häuser | Zahl der Todesopfer | Quelle |
| --- | ----------------------- | ------------------- | ------ |
| Meiji 1896 (Erdbeben und Tsunami) | 245                     | 818                 | [ 9 ]  |
| Shōwa 1933 (Erdbeben und Tsunami) | 242                     | 106                 | [ 9 ]  |
| Chile 1960 (Erdbeben und Tsunami) | 148                     | 8                   | [ 9 ]  |
| Tōhoku 2011 (Erdbeben und Tsunami) | 3159                    | 1763                | [ 9 ]  |
| Anmerkung: Die Zahl der Todesopfer für die Tōhoku-Katastrophe 2011 errechnet sich aus den Gesamtzahlen der Toten und Vermissten des 153. FDMA-Schadensberichts vom 8. März 2016 abzüglich der Zahlenangaben katastrophenbedingter Todesfälle, die von der Wiederaufbaubehörde (Reconstruction Agency, RA) ermittelt wurden. |                         |                     |        |

### Historische Tsunami-Erfahrungen und Gegenmaßnahmen

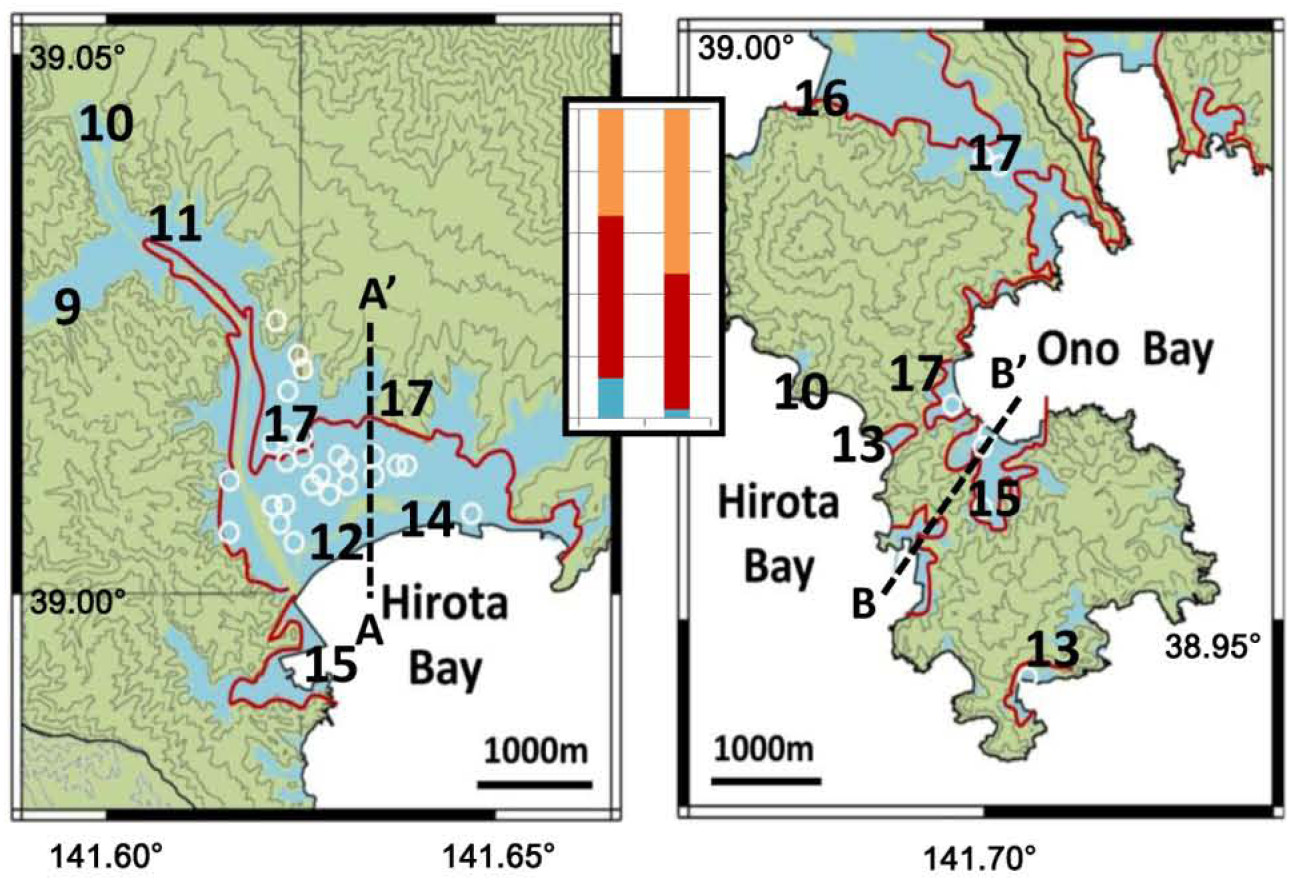
Tsunami in Takata (links) und Hirota (rechts):
rot: vorausgesagte Überflutungsgebiete anhand der Vereinigungsmenge dreier Erdbebentypen: der historischen Meiji-Sanriku-oki und Shōwa-Sanriku-oki und des hypothetischen Miyagi-oki
schwarze Zahlen: Überflutungs- oder Auflaufhöhen [m] vom 11. März 2011
blau: Überflutungsgebiete am 11. März 2011
Säulendiagramme: Bevölkerung (links) und Tote (rechts) für die Altersgruppen 0–15 (unten), 16–64 (Mitte) und ≥65 (oben)

Kesen hatte während des Meiji-Tunami 1896 und des Shōwa-Sanriku-Erdbeben-Tsunamis 1933 beträchtlichen Schaden erlitten.
Nach dem Shōwa-Sanriku-Erdbeben-Tsunami 1933 förderten National- und Lokalregierung Tsunami-Katastrophenschutzmaßnahmen. Unter anderem aufgrund der begrenzten technischen und wirtschaftlichen Möglichkeiten lag der Fokus dabei nicht auf dem Ausbau von Infrastruktur, sondern auf der Rettung von Menschenleben durch Evakuierung und Umsiedlung wie zum Beispiel bei der Verlagerung von Kesen. Im Kesen-Gebiet wurde das Dorf Osabe, das am stärksten von dem Meiji-Tunami und dem Showa-Tsunami zerstört worden war, nach dem Shōwa-Tsunami auf höher liegendes Terrain umgesiedelt.
Der Chile-Tsunami hatte eine Höhe von 3–4 m, strömte den Fluss Kesen-gawa hinauf und drang durch das verhältnismäßig karge Gebiet des Takata-Matsubara in das Inland ein. Nach dem Chile-Tsunami im Jahr 1960 begann die Katastrophenschutzpolitik mittels der Möglichkeiten aus dem rapiden Wirtschaftswachstum Japans, den Ausbau der Infrastruktur zu verstärken und ein Meldewarnsystem zu entwickeln. Als Folge dieses rasanten wirtschaftlichen Fortschritts wurde das Tsunami-Schutzprojekt zusammen mit anderen nationalen Projekten zur Landverbesserung initiiert. Der erste Seawall (Ufermauer) mit einer Höhe von 3 m T.P. wurde nun zwischen dem Strand und dem Wald errichtet, um das Küstenvorland zu schützen und den Küstenverlauf zu stabilisieren. Der Takata-Strand wurde daraufhin als Badestrand wiederhergestellt.
Obwohl die Innenstadt von Takata der Erfahrung vergangener Tsunamis nach ein potenziell hohes Risiko von Tsunamis barg, war die Bevölkerung im Gebiet von Takata rapide angewachsen. Als Folge des Stadtplanungsprojekts der örtlichen Regierung zur Förderung der Wirtschaft und sozialen Wohlfahrt wurden beispielsweise ein Rathaus, ein Gymnasium und ein zweiter Seawall mit einer Höhe von 5,5 m T.P. gebaut. Dieser 1966 errichtete Seawall war mit seiner Höhe an der Höhe des Chile-Tsunamis (4–5 m) ausgerichtet worden, den er um einen Meter übertraf. Er war zwischen dem Wald und dem Furukawa-numa-Marschland errichtet, und sollte die niedrig und landeinwärts gelegenen Gebiete – vor allem im Takata-Gebiet – vor dem Tsunami schützen, was wiederum die Entwicklung des Gebiets beschleunigte.
Dieser Seawall schützte das Gebiet vollständig während des Tsunamis im Jahr 1968, wobei die Regierung der Präfektur Iwate berichtete, der Tsunami habe den Einwohnern ein Gefühl der Sicherheit gegeben. Die ausgewiesenen Evakuierungsstätten, die später von dem Tsunamis im Jahr 2011 betroffen werden sollten, lagen auch in diesem Gebiet, für das zwar auch Tsunamigefährdungskarten vor dem Tsunami von 2011 eine Überflutung voraussagten, jedoch lediglich in einer Höhe von 0,5 bis 1,0 Metern.
1972 begann der Bau von Buhnen und Wellenbrechern am Takata-Strand zum Schutz des Küstenvorlands und zur Stabilisierung der Küstenlinie. Im April 1988 wurde der Takata-Strand als ein Entwicklungsgebiet der Küstengemeinschaftszone (coastal community zone, CCZ) spezifiziert, und es wurden Küstenprojekte – zusammen mit anderen Projekten wie Parkprojekte – durchgeführt. Zwischen 1990 und 2001 wurden unter Berücksichtigung des Landschaftsschutzes drei Unterwasserwellenbrecher errichtet.
| Tsunami-Ereignis    | Tsunamihöhe [m] | Tsunamihöhe [m] | Tsunamihöhe [m] | Tsunamihöhe [m] | Tsunamihöhe [m] | Völlig zerstörte Häuser | Völlig zerstörte Häuser | Völlig zerstörte Häuser | Völlig zerstörte Häuser | Völlig zerstörte Häuser | Zahl der Todesopfer | Zahl der Todesopfer | Zahl der Todesopfer | Zahl der Todesopfer | Zahl der Todesopfer |
| Tsunami-Ereignis    | Takata          | Kesen           | Hirota          | Otomo           | Yonezaki        | Takata                  | Kesen                   | Hirota                  | Otomo                   | Yonezaki                | Takata              | Kesen               | Hirota              | Otomo               | Yonezaki            |
| ------------------- | --------------- | --------------- | --------------- | --------------- | --------------- | ----------------------- | ----------------------- | ----------------------- | ----------------------- | ----------------------- | ------------------- | ------------------- | ------------------- | ------------------- | ------------------- |
| Meiji-Tsunami 1896  | -               | 3,45            | 32,6            | 9,2             | 4,21            | 1                       | 37                      | 146                     | 65                      | 18                      | 19                  | 42                  | 570                 | 203                 | 11                  |
| Shōwa-Tsunami 1933  | -               | 3,85            | 28,87           | 7,70            | 3,00            | 14                      | 127                     | 130                     | 49                      | 98                      | 3                   | 32                  | 23                  | 52                  | 35                  |
| Chile-Tsunami 1960  | 1,0             | 5,2             | 3,8             | 6,75            | 5,40            | 26                      | 20                      | 0                       | 66                      | 42                      | 3                   | 1                   | 0                   | 3                   | 0                   |
| Tōhoku-Tsunami 2011 | 15,8            |                 |                 |                 | 18,1            | 204                     | 1081                    | 1101                    | 634                     | 937                     | 1173                | 260                 | 59                  | 62                  | 113                 |

Küstenwälder – Takata-Matsubara

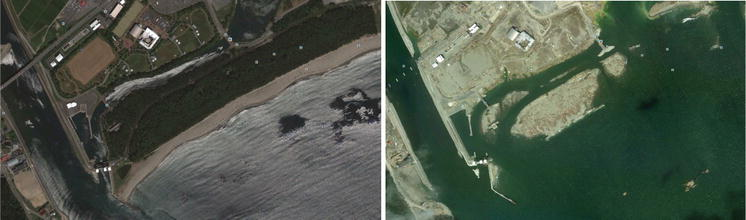
Der Küstenschutzwald vor (links) und nach dem Tsunami vom 11. März 2011

In den dem Tsunami von 2011 vorangegangenen Jahrhunderten wurden Küstenwälder an der Sanriku-Küste angepflanzt. Die Gehölze von Japanischen Schwarzkiefern (Pinus thunbergii) waren an entlang extensiver Gebiete der östlichen Tōhoku-Küstenlinie gepflanzt worden, um das sandige Substrat zu stabilisieren und Salznebel fernzuhalten. Die ersten Kiefern waren vor rund 400 Jahren in der Sendai-Ebene entlang des parallel zur Küste verlaufenden Teizan-bori-Kanals gepflanzt worden. Im 17. Jahrhundert hatte ein wohlhabender Kaufmann in den unwirtlichen Küstengebieten mit der Anpflanzung von Kiefern begonnen, um die landwirtschaftlichen Flächen vor starkem Wind und Salzwasser zu schützen. Ein anderer Kaufmann hatte im 18. Jahrhundert mit Pflanzungen begonnen. Die örtlichen Gemeinschaften bauten die Wälder weiter aus, bewahrten sie über rund 350 Jahre hinweg und führten jährliche Feste im Gedenken an die beiden Kaufleute durch. Darüber hinaus hatten sich diese Küstenwälder zu einer Touristenattraktion entwickelt, die jährlich eine Zahl von möglicherweise einer Million Menschen zum Baden und Naturerlebnis anzog. Bei dem landwärts vom Teizan-boro-Kanal gelegenen Gebiet handelte es sich um ursprünglich tiefgelegenes Marschland, das aufgefüllt und mit Kiefern bepflanzt worden war. Sowohl die Wurzeln von P. thunbergii als auch von P. densiflora (Japanische Rotkiefer), die es unter natürlichen Umständen bevorzugen, tief in trockene Böden zu treiben, konnten die schweren Marschböden nicht abwärts gerichtet durchdringen, so dass sie gezwungen waren, nach außen aufzuspreizen. Dadurch verringerte sich die Stabilität der Bäume und ihre Fähigkeit, den Tsunamikräften standzuhalten. Durch den am 11. März 2011 vom Tōhoku-Erdbeben ausgelösten Tsunami sollten diese Wälder schließlich zerstört werden. Insgesamt überflutete der Tsunami 3.660 ha Küstenwald, von dem mit 1.072 ha ein Drittel über 75 % Schaden erlitt. Die größten Schäden traten dabei mit 750 ha in der Präfektur Miyagi auf.
Rikuzentakata, das vor dem Tsunami vom 11. März 2011 über den natürlichen Sandstrand mit dem aus 70.000–80.000 Kiefern verfügte, die den über 20 Hektar großen, 2 Kilometer langen und 200 Meter breiten Küstenwald Takatamatsubara (高田松原) als Teil des Küstenschutzplans bildeten, ist ein solches Beispiel für den Verlust seines Regulierungswaldes. Die Kiefern sollten sowohl vor Sturmfluten als auch vor Tsunamis Schutz bieten. Im Vertrauen auf diese Kiefern und den Sandstrand als natürliche Puffer wurde der Küstenstrich von Rikuzentakata durch einen im Vergleich zu anderen Regionen verhältnismäßig niedrig (5 m) ausfallenden Wellenbrecherdamm (englisch: onshore breakwater) geschützt. Die an der Küste stehenden Kiefern hatten die Häuser in Rikuzentakata gut gegen den Shōwa-Sanriku-Tsunami 1933 und gegen den Chile-Tsunami von 1960 geschützt. Eine ähnliche Rolle des natürlichen Schutzes durch Bäume war auch bei anderen Ereignissen und aus anderen Regionen wie dem Nihonkai-Chubu-Erdbeben und -Tsunami in den 1980er Jahren berichtet und ausgiebig in Japan für verschiedene Regionen diskutiert worden.

### Tōhoku-Katastrophe 2011

#### Ausmaß der Überflutung und Schäden
Auch bei der Tōhoku-Katastrophe von 2011 konnten die Küstenwälder und -dünen die ihnen zugedachte Rolle verhältnismäßig gut in Gebieten mit geringeren Tsunamihöhen erfüllen wie in Ibaraki und Aomori. Doch in der Sanriku-Region war die Tsunamiauswirkung zu stark, so dass die Küstenwälder hier die Tsunamischäden nicht deutlich verringerten. Die Bäume in Rikuzentakata waren mit Stammdurchmessern von 25 bis 40 cm voll entwickelt. In Rikuzentakata wurde dieser natürliche Schutz von dem fast 20 m hohen Tsunami vollständig zerstört und fortgespült, mit Ausnahme einer einzigen Kiefer an dem 1,7 Kilometer bis 2 km langen Sandstrand. Der Wald konnte die Stadt nicht nur nicht beschützen, sondern verstärkte noch die Auswirkungen des Tsunamis, indem die mitgerissenen Kiefern viele Gebäude zerstörten.
Aufgrund der lokalen geometrischen und bathymetrischen Verhältnisse der Küste wurde der Tsunami in Rikuzentakata verstärkt. Die durchschnittliche Überflutungshöhe betrug etwa 13 m und die maximale Auflaufhöhe erreichte mit über 20 m nahezu doppelt so hohe Werte wie in der Sendai-Ebene. Anderen Angaben zufolge lag die Tsunamiwellenhöhe bei über 15 m und die höchste Auflaufhöhe bei etwa 39 m. Der zweite Seawall, der Küstenwald und der nach Osten gerichtete Teil des ersten Seawalls wurde zwischen 15:20 und 15:37 Uhr beschädigt, während der erste Seawall nach 15:37 beschädigt wurde, was zu einer erheblichen Erosion führte. Im Gegensatz dazu wurde ein Teil der westlichen Küste, wo der zweite Seawall teilweise erhalten blieb, nicht erodiert. Über 100 Meter Uferlinie gingen durch das Zusammenspiel von Absenkung und Erosion durch den Tsunami verloren.
Zudem drang der Tsunami über 5 km von der Flussmündung stromaufwärts in den Fluss Kesen vor, der als ein wichtiger Kanal – wie ein „Tsunami-Schnellweg“ – für die Tsunami-Ausbreitung in das Landesinnere fungierte. Die Tsunamiwellen überfluteten die Flussdeiche im Mittel- und Oberlauf. Dadurch verursachte der Tsunami noch mehrere Kilometer von der Küste entfernt – auch außerhalb ihrer Sichtweite – Schäden. Der Kesen, der im Vergleich zur Umgebung tiefer gelegen war und eine geringere Oberflächenrauheit besaß, ermöglichte es dem Tsunami, einige Gebiete in Bezug auf den Küstenverlauf von der Seite oder von hinten zu überfluten, anstatt – oder anstatt nur – von der Küste aus. Da diese Gebiete, in denen der Tsunami in einer Art Zangenangriff sowohl von der Küste, als auch vom Fluss erfolgte, mehrere Kilometer von der Küste entfernt waren, kam für die Menschen dort eine solche Überflutung überraschend. Es kam zu einer erheblichen Erosion und Verbreiterung des Kesen. Die durchschnittliche Breite der aktiven Flussrinne verbreiterte sich von 79 auf 88 m. Entlang des 4,8 km langen Kesen wurden alle Uferbäume entwurzelt und durch den Tsunami fortgetragen oder umgeworfen. Entlang des Kesen gingen 0,29 km² und entlang des Kesen samt seinem Nebenfluss 0,34 km² bewaldetes Gebiet verloren. Der Tsunami zerstörte sowohl kleine wie auch größere Waldgebiete, das größte mit einer Fläche von 51.000 m² lag in einer Entfernung von 3 bis 3,8 km von der Flussmündung. Das hohe Ausmaß der Zerstörung von Auenwald weit im Landesinneren war darauf zurückzuführen, dass der Tsunami-Strom teilweise innerhalb der Flussuferdämme mit geringerer Bodenreibung kanalisiert wurde und somit weniger seiner Energie verlor als außerhalb des Flusses.
Rikuzentakata gehörte zu den am stärksten vom Tsunami betroffenen und verwüsteten Gebieten. Jedes Gebiet in Rikuzentakata war vom Tsunami betroffen, einschließlich des Stadtzentrums in Takata. Der Tsunami hatte eine Überflutungshöhe von 15,8 m und überflutete ein Gebiet von 13 Quadratkilometern und 43 Prozent der Fläche in den Wohngebieten. Im Überflutungsgebiet lebten 71,8 % der 23.243 Einwohner von Rikuzentakata. Anderen Angaben zufolge soll das Stadtgebiet zu 80 %, d. h. etwa 5000 Haushalte, überflutet worden sein. Die Zahl der völlig zerstörten Wohngebäude wird mit 3807 beziffert. Damit waren die meisten Häuser zerstört, während einige Stahlbetongebäude standhielten. Zwei mehrstöckige Stahlbetonbauten wurden in Rikuzentakata vom Tsunami umgestürzt. Eines der beiden Krankenhäuser und sieben der neun Kliniken der Stadt wurden vom Tsunami beschädigt. Rikuzentakata gehörte wie Ōtsuchi, Yamada, Nodazu den Städten der Präfektur Iwate, in der die meisten medizinischen Einrichtungen ihre Funktionalität einbüßten.
Dass die Bauschäden insbesondere bei Gebäuden besonders hoch ausfielen, kann darauf zurückgeführt werden, dass die meisten Gebäude in der Gegend aus Holz und nur einige der größeren Gebäude aus Beton gefertigt waren, wie in den Videos, die online verfügbar waren, gesehen werden kann. Zwar waren die Bauvorschriften in Japan aufgrund der außerordentlich hohen Gefahr von Naturkatastrophen sehr streng, doch waren die Gebäude in diesem Gebiet in erster Linie gegen Erdbeben und nicht gegen Tsunamibelastungen konstruiert. Dementsprechend fielen die durch das Erdbeben selbst verursachten Schäden an Gebäuden gering aus, doch führte der Tsunami zu größeren Schäden, da hölzerne, erdbebensichere Häuser nicht dazu geeignet sind, einem Tsunami standzuhalten. Im Allgemeinen waren in Japan drei Gebäudetypen üblich: Holzkonstruktion (typischerweise traditionelle Gebäude und Wohngebäude mit ein oder zwei Geschossen), Metallkonstruktion (neuere Wohngebäude und Geschäftshäuser) und Stahlbetongebäude (RC- und SRC-Gebäude). Einige Gebäude wiesen auch eine Mischung der Bauweisen auf, wobei die traditionelle Holzstruktur oft mit einer metallischen Struktur überlagert wurde, um die Gebäude zu verstärken oder die Lebensdauer alternder Gebäude zu verlängern. Die an die hölzernen oder metallischen Strukturen gehängten Außenwände waren traditionell leicht und konnten aus Holzbrettern, komprimierten Holzpaneelen, Aluminium- oder Kunststoffplatten bestehen. Leichte Verkleidungen wie Gipskartonplatten, auf Brettern oder traditionell auf Bambusbahnen gespritzter Gips und die gutbekannten Leichtholz- und Papier-Wände (in beweglicher Form Fusuma genannt) fanden sich auch in den Häusern und wurden üblicherweise an einer Betondecke oder an Betonwänden verankert. In Gebäuden mit weniger als drei Geschossen, die in Rikuzentakata die Mehrheit der Gebäude ausmachten, bestanden die Verbindungen zwischen diesen Strukturen und den Fundamenten entweder in Metallsträngen mit einem Durchmesser von unter 2 cm oder in Schrauben, die weder aufwärts noch seitwärts gerichteten Kräften und Belastungen widerstanden. Die leichten Konstruktionen erwiesen sich in Rikuzentakata als schlecht geeignet für die vertikalen Belastungen und aufwärts gerichteten Kräfte, die von den Tsunamiwellen erzeugt wurden. Die beiden Gebäudetypen der Holzkonstruktionen und Metallkonstruktionen, die aufgrund ihres geringen Gewichtes Erdbeben standhalten sollen, wurden bis zu einer Entfernung von 3,5 km von der Küste völlig zerstört. Ihr geringes Gewicht erhöhte die Schwimmfähigkeit und die leichten Wände boten der Kraft der Tsunami-Wellen nur geringen Widerstand. Die in diesem Gebiet dem Tsunami standhaltenden Gebäude waren daher in der Regel Betongebäude, doch wurden aufgrund von Unterspülungen an ihrer Basis auch einige Betongebäude Opfer des Tsunamis.
Die größte Zerstörung von Gebäuden fand im reliefarmen Tiefland bis zu einer Entfernung von 3 km von der Küstenlinie statt. Die Gebäude wurden unabhängig von der Bebauungsdichte ihrer Umgebung, von der Ausrichtung der Häuser und im Falle der meisten Gebäude (namentlich Holz- und Metallkonstruktionen) auch von ihrer Bauweise zerstört. Die Gebäude des Stadtrates und der Sportzentren sowie ein Teil der Schulgebäude überstanden den Tsunami von der Bausubstanz. Dadurch wurde das Baryzentrum der Gebäude von Rikuzentakata von einer Entfernung von 1400 m auf 2400 m von der Küste verschoben, womit auch die räumliche Verteilung der Gebäudedichte sich änderte.

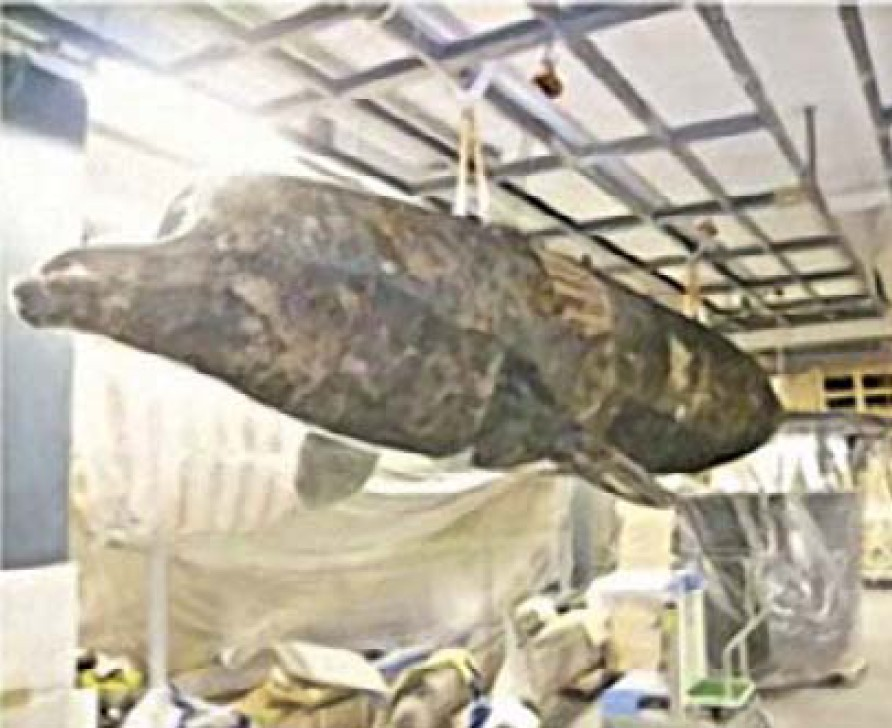
Restaurierung des rund 10 m langen Schwarzwals aus dem Meeresmuseum in Rikuzentakata

Die zentralen Bereiche von Rikuzentakata wurden völlig überflutet und rund 560.000 Objekte, die in vier Kultureinrichtungen – dem Stadtmuseum Rikuzentakata (陸前高田市立博物館) mit 230.000 Objekten, dem Umi to Kai no Museum (Meeres- und Muschelmuseum) mit 110.000 Objekten, der Stadtbibliothek und der Einrichtung zur Aufbewahrung ausgegrabener Kulturgüter – aufbewahrt oder ausgestellt waren, waren verstreut. Laut Kumagai Masaru, der als einziger Museumskurator der Stadt den Tsunami überlebt hatte, waren alle vier Einrichtungen völlig überflutet worden. Unter ihren Objekten befanden sich auch Fischereigerätschaften aus Rikuzentakata, die als Materielles Kulturgut Japans registriert sind. Viele der Objekte waren fortgespült, beschädigt oder verschmutzt worden. Maßnahmen zur Rettung und Bewahrung der Objekte konnten erst mit einiger Verzögerung (etwa 20 Tage) aufgenommen werden und beschleunigten sich, seit sich die Selbstverteidigungsstreitkräfte (Self Defense Forces, SDF) Ende April 2011 am Transport beteiligten. Da in Japan niemals zuvor so viel Kulturgut bei einem einzigen solchen Katastrophenereignis beschädigt worden war und keinem bestehenden Verfahren gefolgt werden konnte, wurde Hilfe vom Ausschuss zur Rettung von Kulturgut hinzugezogen, der von der japanischen Regierungsorganisation Bunka-chō (Agency for Cultural Affairs, ACA) in Reaktion auf die Katastrophe gegründet worden war. Etwa 460.000 Objekte konnten schließlich durch das ACA-Projekt „Kulturgutrettung“ gerettet werden, an dem Kuratoren und andere Vertreter aus Museen landesweit beteiligt waren (bis März 2012 4.900 Experten). Das ACA-Programm zur Kulturgutrettung schloss auch zoologische und botanische Exemplare in Naturkundemuseen ein. Experten restaurierten das ausgestopfte Exemplar eines 9,7 Meter langen Schwarzwals (Gattung Berardius) – dem größten Exponat seiner Art in Japan – aus dem Meeresmuseum in Rikuzentakata und transportierten es mit Hilfe der SDF zum Nationalmuseum der Naturwissenschaften in Tokio.
Der Tsunami zerstörte auch die berühmten Austern-Farmen der Stadt.

#### Evakuierung
Einer Untersuchung (Sagara 2011) zufolge lässt sich anhand der statistischen Zahlen unter den Opfern in Rikuzentakata die hohe Bedeutung einer unverzüglichen Evakuierung für die Überlebenschancen belegen. Demnach kam von 33 Menschen, die Rikuzentakata unverzüglich evakuierend verließen, lediglich eine Person ums Leben, während von 147 Menschen, die Rikuzentakata nicht unverzüglich evakuierend verließen, 42 zu Tode kamen. Das medizinische Personal und die Patienten, zusammen 164 Menschen, retteten sich auf das Dach des Krankenhauses.
In Rikuzentakata wurden über die Hälfte der Evakuierungs-Schutzstätten (nicht zu verwechseln mit Evakuierungszentren), in die die Menschen unmittelbar nach einem Erdbeben evakuiert werden sollen, vom Tsunami überflutet.
Die als Evakuierungszentrum ausgewiesene Sporthalle und das mit ihr verbundene Central Community Center in Takata (Sunahata/砂畑) wurden vom Tsunami, der bis an die Decke des zweiten Geschosses (bis zu 18 m hoch) reichte, getroffen und vollständig zerstört. Aufgrund ihrer Designierung als primäre Evakuierungs-Schutzstätte in einem reliefarmen Gebiet von Rikuzentakata hatten sich viele Bürger (mehr als 80 Menschen) in die Städtische Sporthalle Rikuzentakata geflüchtet und dort aufgehalten, von denen die meisten Opfer des Tsunamis wurden und nur drei die Überflutung der Sporthalle durch den Tsunami überlebten. Der Abriss der Gebäude begann im Oktober 2012, wenige Tage zuvor wurde jedoch eine auf einer Wand des Central Community Center verbliebene Nachricht zweier Töchter an ihre im Tsunami umgekommene Mutter bewahrt und bleibt in der früheren Grundschule Oide erhalten, wo das Museum die Konservierungsarbeit für Kulturgut vornimmt.
Der Tsunami war höher als das Dach der Stadthalle, die zerstört wurde. Die gegenüber dem Rathaus der Stadt Rikuzentakata (陸前高田市役所) liegende Stadthalle von Rikuzentakata (陸前高田 市民会館) war ein designiertes Evakuierungsgebäude, in das etwa 70 bis 80 Menschen – Personal und Bürger – evakuiert wurden, von denen aber, Augenzeugen zufolge, nur 10 überlebt haben sollen. Neben der Lage von Rikuzentakata erhöhte auch die Verteilung der Hauptinfrastruktur im Tiefland wie das Rathaus und die Schulen, die bei Naturkatastrophen als Zufluchtsort dienten, die Anfälligkeit der Stadt für den Tsunami.
Der Tsunami erreichte mit Höhen von 19 m die Höhe des fünften Geschosses in vielen Teilen des Stadtzentrums und zerstörte in diesem Areal alle Gebäude bis auf zwei große Stahlbetonbauten: das siebengeschossige Capital Hotel und das benachbarte Tsunamievakuierungsgebäude. Dieses am Strand in Rikuzentakata errichtete Betongebäude, das als vertikaler Evakuierungsschutz gebaut worden war, ermöglichte es drei (nach anderen Angaben: fünf) Menschen, auf dessen oberster Ebene den Tsunami zu überleben. Das Tsunamievakuierungsgebäude weist ein einzigartiges Design auf, indem Außentreppen zu einer Reihe von Betonsitzplattformen führen. Das Gebäude überstand den Tsunami, obwohl die am 11. März 2011 erreichte Wasserhöhe diejenige überschritt, für die das Gebäude ausgelegt worden war, und lediglich die obersten zwei oder drei Sitzreihen über dem Wasserpegel blieben und Schutz vor dem Tsunami boten. Die frühere Raststätte Takata-Matsubara Tapic 45 (旧道の駅 高田松原(タピック45)), die 1991 an der Nationalstraße 45 im Bezirk Takata errichtet worden war, gehörte nach der Katastrophe von 2011 neben der Jugendherberge und der Rikuzentakata Kesen Junior High School zu den vier von der Katastrophe beschädigten Gebäuden, die in Rikuzentakata erhalten werden sollten. Das Gebäude gilt als repräsentativ, da es einen direkten und dauerhaften Beleg für den nahezu 15 Meter hohen Tsunami darstellt, der mit 13,7 m (nach anderen Angaben: T.P. 14,5 m) bis knapp unterhalb der Spitze des Gebäudes reichte, und die Leben von drei auf das Gebäude evakuierten Menschen gerettet hat.
Zum Zeitpunkt des Erdbebens befanden sich Medienberichten zufolge alle 86 Schüler und Lehrer der Rikuzentakata Kesen Junior High School (陸前高田市立気仙中学校) in der Sporthalle der Mittelschule, um Lieder für die Schulabschlussfeier einzuüben, die für die folgende Woche anberaumt war. Noch vor Ablauf von fünf Minuten evakuierten sie auf einen Parkplatz der Schule. Nachdem sie beobachtet hatten, dass sich das Wasser an der Küste fast vollständig vom Ufer zurückgezogen hatte, entschieden sie sich dazu, auf höheres Gelände zu evakuieren und überlebten alle die Katastrophe. Das dreigeschossige Schulgebäude wurde später als Relikt der Tohoku-Katastrophe erhalten. Auf dem Dach des Gebäudes wurde eine Tafel mit dem Tsunamiflutpegelstand von 14,2 m angebracht, der anzeigt, dass das Dach des Schulgebäudes vom Tsunami überflutet wurde.

#### Opfer
Neben der Verstärkung der Tsunamiwellen durch die topographischen Verhältnisse trug in Rikuzentakata auch die Konzentrierung der Besiedlung auf die niedrig gelegene und enge Küstenebene zu dem hohen Maß an Schäden und an Mortalität bei. Die Brand- und Katastrophenschutzbehörde (FDMA) meldete in ihrem 124. Schadensbericht vom 19. Mai 1492 Tote und 699 Vermisste. Die Zahl der Toten erhöhte sich bis zum 157. FDMA-Schadensbericht auf 1604, während noch 202 Menschen vermisst wurden.
Der prozentuale Anteil der Opfer betrug demnach je nach Datengrundlage zwischen 7,6 oder mehr als 10 % der Gesamtbevölkerung, die bei der Volkszählung von 2010 mit 23.300 angegeben worden war. Eine Berechnung, die von den Gesamtzahlen der Toten und Vermissten des 153. FDMA-Schadensberichts vom 8. März 2016 die Zahlenangaben katastrophenbedingter Todesfälle abzieht, die von der Wiederaufbaubehörde (Reconstruction Agency, RA) ermittelt wurden, kommt für Rikuzentakata auf eine absolute Opferzahl (Tote und Vermisste) von 1.763, auf eine Opferrate in der Gemeindebevölkerung von 7,57 % und auf eine Opferrate in dem vom Tsunami überfluteten Gebiet von 10,59 %. Rikuzentakata wies demnach sowohl die höchste absolute Anzahl an Opfern als auch die höchste Opferrate in dem Überflutungsgebiet der gesamten Sanriku-Ria-Küste auf. Die Zahl der Toten und Vermissten in der Stadt Rikuzentakata erreichte mit 1.757 (Stand: 2024) auch den höchsten Wert in der Präfektur Iwate. 170 dieser 1.757 Opfer, also rund 10 %, kamen im Stadtzentrum von Rikuzentakata ums Leben.
Von den 295 kommunalen Angestellten ihres gesamten Mitarbeiterstabs verlor die Stadt 68. Zusammen machten Opfer und Flüchtlinge 80 % der Gesamtbevölkerung von Rikuzentakata aus.
| Gebiet in Rikuzentakata | Todesopfer | Todesopfer | Einwohner | Tsunami                   | Tsunami             | Entfernung zur nächsten Evakuierungsstätte [m] |
| Gebiet in Rikuzentakata | Rate [%]   | Anzahl     | Einwohner | Max. Überflutungshöhe [m] | Ankunftszeit [min.] | Entfernung zur nächsten Evakuierungsstätte [m] |
| --- | ---------- | ---------- | --------- | ------------------------- | ------------------- | ---------------------------------------------- |
| Takata (高田町) | 13,57      | 1.037      | 7.641     | 16,31                     | 39                  | 1.169                                          |
| Kesen (気仙町) | 6,42       | 211        | 3.287     | 13,27                     | 39                  | 929                                            |
| Yonezaki (米崎町) | 3,12       | 86         | 2.754     | 13,88                     | 40                  | 433                                            |
| Otomo (小友町) | 2,72       | 52         | 1.911     | 13,51                     | 41                  | 752                                            |
| Hirota (広田町) | 1,13       | 40         | 3.532     | 12,81                     | 39                  | 463                                            |
| Takekoma (竹駒町) | 3,33       | 40         | 1.203     | 11,61                     | 39                  | 304                                            |
| Yahagi (矢作町) | 1,25       | 21         | 1.677     | 9,91                      | 39                  | 320                                            |
| Quelle: Gesamtbevölkerung laut Statistics Bureau (統計局) und Director-General for Policy Planning (政策統括官), Volkszählung 2010; Todesopfer laut Brand- und Katastrophenschutzbehörde (消防庁 = Fire and Disaster Management Agency, FDMA); Maximale Überflutungshöhe und Ankunftszeit des Tsunamis laut The 2011 Tohoku Earthquake and Tsunami Joint Survey Group; Entfernung zur nächsten Evakuierungsstätte vom Wohnort laut den Evakuierungsstättendaten der Cabinet Secretariat Civil Protection Portal Site (https://www.kokuminhogo.go.jp/en/pc-index_e.html) des Kabinettssekretariat (内閣官房) und den Luftaufnahmen und Karten der Geospatial Information Authority of Japan (GSI) vom Tsunami Damage Mapping Team, Association of Japanese Geographers. |            |            |           |                           |                     |                                                |

#### Wiederaufbau
Nagoya, eine der größten Städte in Zentraljapan, nahm sich der Stadt Rikuzentakata als einer der am stärksten von der Katastrophe betroffenen Orte an, um die Tōhokuregion nach der Katastrophe zu unterstützen. Bis März 2012 entsendete Nagoya 144 Beamte für eine maximale Amtszeit von einem Jahr nach Rikuzentakata. Nagoya schickte eine Vielzahl von Experten wie Stadtplaner, Fachleute für das Gesundheitswesen und Statistiker. Mit Stand von März 2014 arbeiteten noch 13 Beamte aus Nagoya in Rikuzentakata, das mit der Zeit immer mehr Personal selbst einstellte und wieder Selbständigkeit erlangte.
Der Wiederaufbau in Rikuzentakata, wo auch nach Jahren noch mehrere tausend Überlebende in provisorischen Unterkünften lebten, wurde Medienberichten zufolge wie in anderen betroffenen Gemeinden durch bürokratische Hindernisse und durch Platzmangel auf höherem und fernab der Küste gelegenem Terrain behindert.
Im Dezember 2011 entwarf die Stadt Rikuzentakata den Basis-Wiederaufbauplan für die Zeit nach der Tōhoku-Katastrophe, der sich nach der 2011 formulierten Basis-Wiederaufbaupolitik richtete. Im März 2015 wurde der Wiederaufbauplan unter Berücksichtigung der bisherigen Fortschritte und der veränderten sozialen und wirtschaftlichen Lage überarbeitet. Der Basis-Wiederaufbauplan beinhaltet eine Strategie zur vollständigen Wiederherstellung des Takata-Matsubara-Waldes und des Takata-Strandes auf den Stand von vor dem Tsunami. Die Stadt Rikuzentakata wurde als Standort für die Errichtung des Tsunami-Wiederaufbau-Gedenkparkes ausgewählt. Im Juni 2014 veröffentlichten das Tōhoku-Regionalbüro, das Ministerium für Land, Infrastruktur, Verkehr und Tourismus, die Präfektur Iwate, und die Stadt Rikuzentakata das Grundkonzept für den Tsunami-Gedenkpark von Takata-Matsubara, nach dem der Park den Wald und den Strand umfassen wird.
Als „Wunderkiefer“ (奇跡の松, kiseki no matsu), „Baum (oder: Kiefer) der Hoffnung“, „Kiefer des Mutes“ (Pine Tree of Guts) oder „Die Kiefer“ (ipponmatsu) wurde die einzige stehengebliebene, 27 m hohe, 250 Jahre alte Kiefer zu einem sehr bedeutenden und weithin bekannten Symbol des Wiederaufbaus. Sie wurde als nationales Symbol der Durchhaltekraft in Gedichten und Liedern besungen, erschien wie ein Denkmal für die Opfer und ermunterte Menschen durch ihr Überleben zum Wiederaufbau. Da ihr Wurzelwerk nach der Katastrophe von 2011 dem hohen Salzgehalt des Meerwassers ausgesetzt und abgestorben war, wurde der Baum in Erwartung seines nahezu sicheren Absterbens für tot erklärt und im September 2012 entfernt. Experten konservierten den Baum daraufhin bis Anfang Juni 2013 künstlich in einem dem Originalzustand ähnlichen und aufrecht stehenden Erscheinungsbild, indem ein Metallgerüst in den Stamm einsetzt wurde und Replikäste, -zweige und -blätter aus Kunstharz hinzugefügt wurden. Die Stadt Rikuzentakata hatte entschieden, die synthetisch behandelte Kiefer als Symbol des Wiederaufbaus für künftige Generationen zu erhalten. Die hohen, von der Stadt aufzubringenden Konservierungskosten lösten kontroverse Diskussionen aus. Auf im Internet geäußerte Kritik an den geplanten Restaurierungskosten hatte die Stadt reagiert, indem sie über Spenden aus Japan und Übersee über 150 Millionen Yen gesammelt hatte. Im Juni 2013 wurde der restaurierte Baum an seinen ursprünglichen Standort in Takatamatsubara zurückgebracht und sollte allnächtlich als Zeichen des Respekts für die Opfer der Katastrophe illuminiert werden. Der Stadtbürgermeister Futoshi Toba, dessen Ehefrau bei dem Tsunami ums Leben gekommen war, sagte bei der Einweihungszeremonie, die Wunderkiefer habe den Überlebenden Kraft und Hoffnung gegeben, weiterzuleben. Die konservierte „Wunderkiefer“ sollte das Herzstück des beschlossenen Katastrophenschutz- und Gedenkparks bilden, zu dem das der Küste am nächsten gelegene und vom Tsunami völlig zerstörte Gebiet bestimmt worden war. Der synthetisch konservierte Baum wurde seitdem zu einem beliebten Touristenziel.
Im Jahr 2013 begann der Wiederaufbau der Takata-Küste, um die vom Tsunami von 2011 betroffenen Landflächen und Schutzwälle wieder herzustellen. Die Küste hatte sich zu diesem Zeitpunkt nicht wieder erholt. Da die Topographie der Küste vor Rikuzentakata vor dem Tsunami von 2011 konstant gewesen war, wurde unter dem bestehenden Klima nicht mit einer natürlichen Wiederherstellung der erodierten Abschnitte, zum Beispiel über Sedimentation durch den Fluss Kesen-gawa, in einem gewünschten zeitlichen Rahmen gerechnet. Ohne künstliche Sandvorspülung war eine Erholung der Strände innerhalb von 50 Jahren nicht zu erwarten. Es wurde ein Ausschuss gegründet, der die Sandauffüllung des Takata-Strandes in mehreren Sitzungen in den Jahren 2014 und 2015 beriet und entschied, dass der Strand entlang des ersten Schutzwalls über eine Länge von 1,75 km und mit einer Breite von 30 bis 60 m bei einem Gefälle von 1/20 bis 1/10 und einer Korngröße von über 0,26 mm aufgeschüttet werden sollte. Die für 2017 vorgesehene Sandvorspülung sollte durch zwei Buhnen in drei Areale unterteilt werden, deren mittlerer als Badestrand vorgesehen wurde. Da der Takata-Strand vor dem Tsunami zu den berühmtesten weißen Stränden mit Kiefernwald gehört hatte, spielten die Farbe und Korngröße des Sandes eine bedeutende Rolle. Nachdem Sandvorkommen an fünf Orten in den Präfekturen Hokkaido, Aomori, Miyagi, Ibaraki und Chiba als mögliche Quellen für die Aufschüttung einbezogen wurden, entschied sich der Ausschuss aufgrund seiner Ähnlichkeiten mit dem natürlichen Sand des Takata-Strandes für jenen aus der Stadt Taiwa mit einer Korngröße von 0,51 mm.
In der Nähe der „Wunderkiefer“ wurde im März 2014 vom Generalunternehmer Shimizu Corporation unter Kosten von 12 Milliarden Yen ein 3 km langes Förderband-System im Küstenbereich von Rikuzentakata errichtet, das täglich 40.000 Tonnen Erde und Schotter von den angrenzenden Hügeln abwärts fördert, um ein Fundament für die Anhebung des tiefer gelegenen Küstengebiets um etwa 10 Meter zu schaffen. Über eine „Brücke der Hoffnung“ genannte, temporäre Überbrückung des Flusses Kesen ist das Förderbandsystem mit einem Hügel verbunden, auf dem der Bau einer Wohnsiedlung auf erhöhtem Terrain begonnen wurde. Die Errichtung des Förderband-Systems sollte auch dazu dienen, den von der Stadt ursprünglich für die Wiederaufbauarbeit veranschlagten Zeitraum von neun auf zwei Jahre zu verkürzen. Laut dem Stadtbürgermeister Futoshi Tobago, gab das Förderbandsystem den Tsunamiüberlebenden wieder Hoffnung in ihre alten Wohnstandorte zurückzukehren und zog seitdem auch Sightseeingbesucher an. Das 118,2 Milliarden Yen schwere und hauptsächlich von der japanischen Zentralregierung finanzierte Projekt zum Bau von über 12 Meter hohen Bauflächen durch Aufschüttung von Tausenden Tonnen Boden, der von höherem Gelände entnommen wurde, sollte ein 124,2 ha großes Areal im Küstengebiet erschaffen, auf dem die Stadt den Bau einer neuen Innenstadt plante. Unter den vielen Bauprojekten auf künstlich erhöhtem Areal in japanischen Küstenstädten stellte jenes von Rikuzentakata das größte dar. Gleichzeitig kamen Bedenken auf, ob die wiederaufgebauten Städte der Tōhoku-Region angesichts ihrer – nicht erst seit der Katastrophe von 2011 – rapide alternden und schrumpfenden Bevölkerungen wieder die frühere Vitalität erreichen würden.
Um die Gefahr von Schäden durch künftige Tsunamis zu mindern, nahm die Stadt auch den Bau von zwei 1,8 km langen Schutzwällen in Angriff, von denen einer eine Höhe von 3 Metern und der zweite eine Höhe von 12,5 m hat.

## Verkehr
- Zug:
  - JR Ōfunato-Linie

## Söhne und Töchter der Stadt
- Yasuko Matsuda (1937–2021), Leichtathletin
- Naoya Hatakeyama (* 1958), Kunstfotograf

## Angrenzende Städte und Gemeinden
- Präfektur Iwate
  - Ichinoseki
  - Ōfunato
  - Sumita
- Präfektur Miyagi
  - Kesennuma

## Bildergalerie

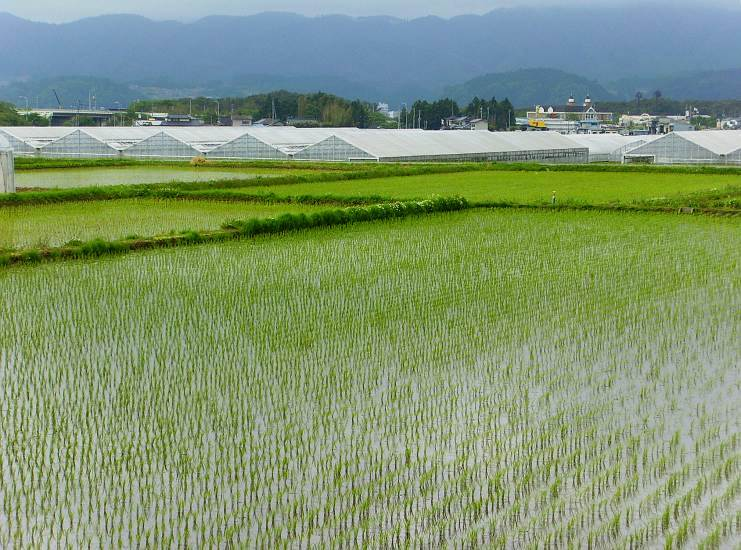
Reisfelder im Bezirk Yonezaki (2. Juni 2007)
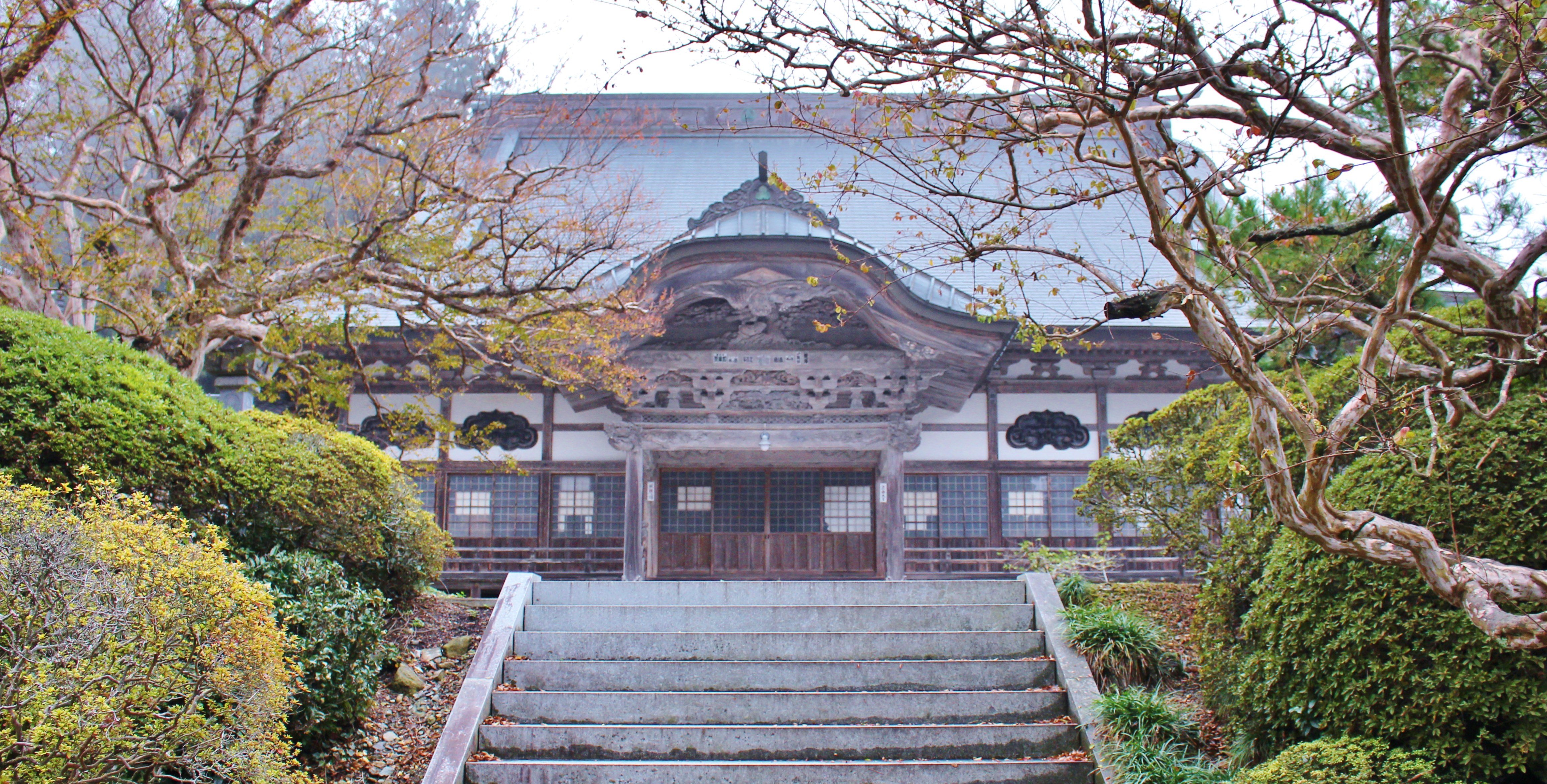
Fumonji-Tempel (普門寺) der Sōtō-Sekte im Bezirk Yonezaki (2. November 2014)
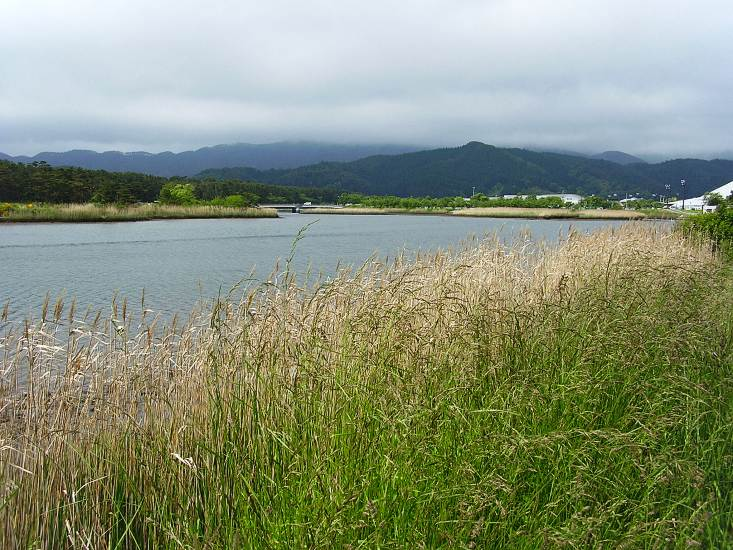
Der ehemalige Brackwassersee Furukawa-numa (3. Dezember 2009)
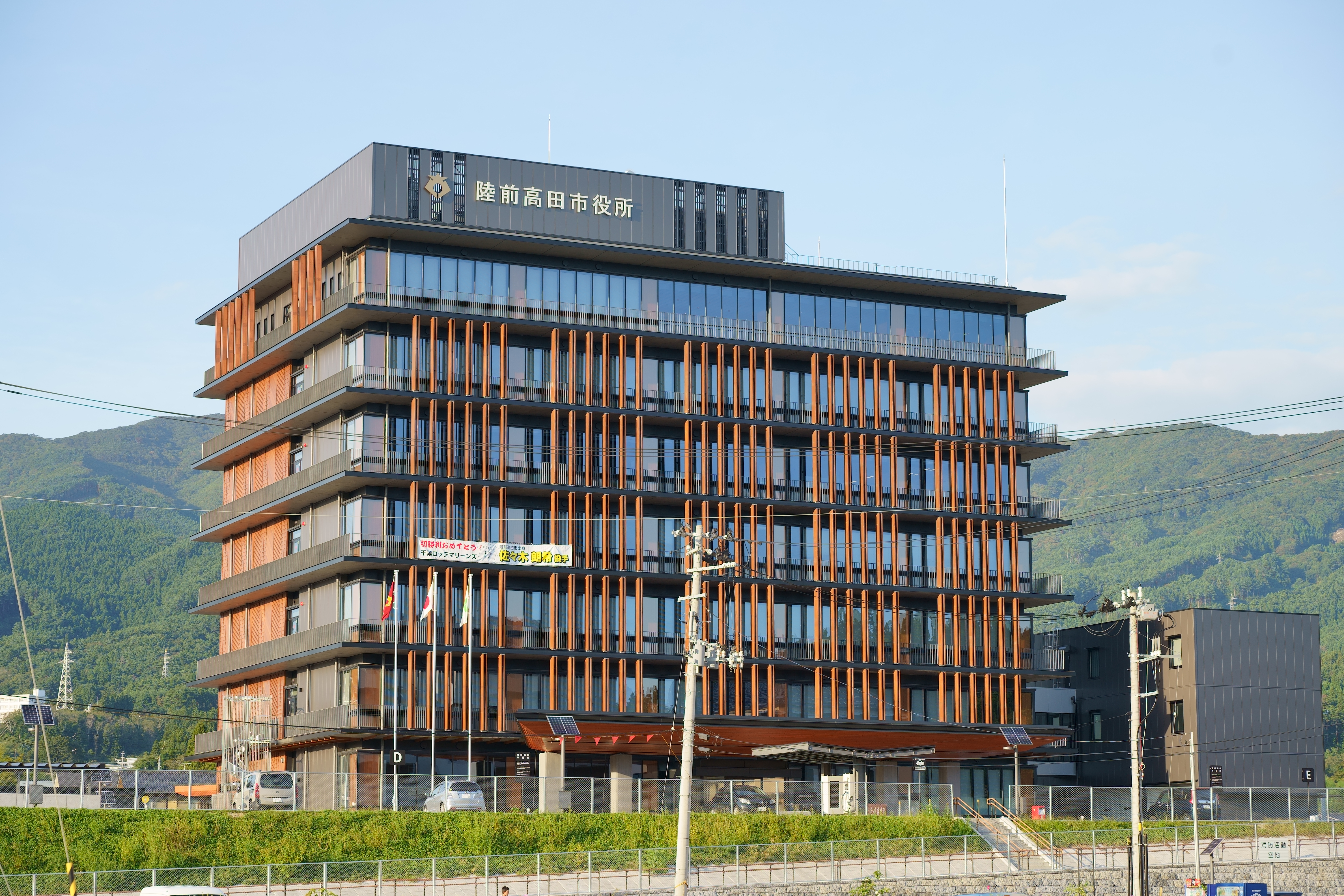
Das Rathaus von Rikuzentakata wurde im Mai 2021 eröffnet